# Alva, Gotlands kommun
Alva är en småort i Gotlands kommun i Gotlands län och kyrkby i Alva socken, belägen drygt 3 kilometer söder om Hemse.
I orten finns Alva kyrka.
Avair Strabain från Alva är sannolikt en av de första omnämnda personerna i Sverige förutom kungligheter. Avair ska ha skött förhandlingarna med sveakungen om ett handels- och freds-avtal mellan svear och gutar på 800-talet, beskriven i Gutasagan. Gutarna erbjöd en viss skatt som gutarna själva samlade in, men som svearna själva fick hämta.